# McPhadyen River
Der McPhadyen River ist ein etwa 90 km langer Zufluss der Menihek Lakes, die vom Ashuanipi River durchflossen werden, im Zentrum der Labrador-Halbinsel. Er gehört zum Flusssystem des Churchill River.

## Flusslauf
Der McPhadyen River bildet den Abfluss eines etwa 585 m hoch gelegenen namenlosen Sees nahe der Grenze zu Québec. Er fließt anfangs 20 km nach Nordosten, anschließend 30 km in Richtung Ostnordost sowie die restlichen 40 km in Richtung Ostsüdost. Die Mündung in die abflussregulierten Menihek Lakes befindet sich 42 km südlich des Menihek-Wasserkraftwerks. 

## Hydrologie
Der McPhadyen River entwässert ein Areal von 3610 km². Der mittlere Abfluss beträgt 81 m³/s. Die höchsten Monatsabflüsse treten gewöhnlich während der Schneeschmelze im Juni mit im Mittel 332 m³/s auf.